# Boumbin
Boumbin est une localité située dans le département de Bané de la province du Boulgou dans la région Centre-Est au Burkina Faso.

## Géographie
La commune est traversée par la route nationale 16.

## Démographie
| 2003 | 2006  | 2012 |
| ---- | ----- | ---- |
| 732  | 1 054 | -    |

## Santé et éducation
Le centre de soins le plus proche de Boumbin est le centre de santé et de promotion sociale (CSPS) de Ouâda-Traditionnel tandis que le centre médical (CM) le plus proche se trouve Bitou et que le centre hospitalier régional (CHR) est à Tenkodogo.
Le village possède une école primaire publique.